# Cutty Sark (whisky)
Cutty Sark es una marca de whisky escocés mezclado, creado en 1923 por Berry Bros. & Rudd y actualmente producido por el grupo francés La Martiniquaise en Escocia.
Su nombre proviene del velero de tipo clipper Cutty Sark, el cual al mismo tiempo debe su nombre al término escocés "Cutty-sark", referente a una camisa corta.